# Natal'ja Petrusëva
Natal'ja Anatol'evna Petrusëva (in russo Ната́лья Анато́льевна Петрусёва?; Pavlovskij Posad, 2 settembre 1955) è un'ex pattinatrice di velocità su ghiaccio sovietica, dal 1991 russa.

## Palmarès

### Olimpiadi
- 4 medaglie (con l'Unione Sovietica):
  - 1 oro (1000 metri a Lake Placid 1980)
  - 3 bronzi (500 metri a Lake Placid 1980, 1000 metri a Sarajevo 1984, 1500 metri a Sarajevo 1984)

### Mondiali - Completi
- 4 medaglie (con l'Unione Sovietica):
  - 2 ori (Hamar 1980, Sainte-Foy 1981)
  - 1 argento (L'Aia 1979)
  - 1 bronzo (Inzell 1982)